# Bacino di Nižnekamsk
Il bacino di Nižnekamsk (in russo Нижнекамское водохранилище, Nižnekamskoe vodochranilišče) è un bacino artificiale della Russia europea nordorientale, formato dai fiumi Kama e Belaja.
Venne formato nel 1979 a monte dello sbarramento idroelettrico di Naberežnye Čelny, nella Repubblica Autonoma del Tatarstan.